# NGC 4550
NGC 4550是一個位於室女座的棒狀透鏡星系，可以用業餘望遠鏡看到。NGC 4550距離銀河系5000萬光年（15.5兆秒差距），是室女座星系團的成員。

## 物理
儘管NGC 4550不是室女座星系團中最亮的星系之一，但這個星系卻引人注目，因為NGC 4550是少數幾個大部分恆星都以與其他恆星相反的方向圍繞星系中心旋轉的星系之一。
美國天文學家薇拉·魯賓關於這個星系的研究文章寫道：“我從對NGC 4550的觀察中發現，在這個星系中，一半的恆星順時針旋轉，另一半恆星逆時針旋轉，兩個系統混合在一起。這一觀察要求許多天文學家修改他們測量速度的方式，因為當時的電腦還不具備處理這種複雜性的能力。”
另一個更明亮的例子是螺旋星系NGC 7217。
NGC 4550的中心也顯示出少量的分子氫和星際塵埃，後者集中在圍繞其核心的圓盤中，那裡正在形成恆星，儘管過程非常溫和。

## 外部連結
- Merrifield, Michael. . Deep Space Videos. Brady Haran.